# وزارة العدل والشؤون القانونية (الهند)
وزارة العدل والشؤون القانونية في حكومة الهند هي وزارة في الحكومة الدستورية تعنى بإدارة الشؤون القانونية والأنشطة التشريعية وإدارة دائرة العدل في الهند من خلال ثلاث إدارات، هي الدائرة التشريعية ودائرة الشؤون القانونية ودائرة العدل. تهتم دائرة الشؤون القانونية بتقديم المشورة لوزارات الحكومة المركزية المختلفة، بينما تهتم الدائرة التشريعية بصياغة التشريعات الرئيسية للحكومة المركزية. ترأس الوزارة وزير العدل والشؤون القانونية أرجون رام ميغوال، الذي عينه رئيس الهند بناءً على توصية رئيس الوزراء. وكان أول وزير للقانون والعدل في الهند المستقلة الدكتور بي. آر. أمبيدكار، الذي خدم في حكومة رئيس الوزراء جواهر لال نهرو خلال الفترة من 1947 إلى 1951.

## الإدارات
تتضمن قواعد الحكومة الهندية بشأن تخصيص الأعمال لعام 1961 الإدارات المختلفة العاملة تحت إشراف وزارة العدل والشؤون القانونية في حكومة الهند. وتتكون الوزارة بموجب هذه القواعد من الإدارات التالية:
- دائرة الشؤون القانونية
- الدائرة التشريعية
- دائرة العدل.

## الروابط الخارجية
- وزارة القانون والعدل الموقع الرسمي لوزارة القانون والعدل
- قسم القانون والعدالة
- قسم الشؤون القانونية
- لجنة القانون في الهند